# Colpichthys regis
Colpichthys regis är en fiskart som först beskrevs av Oliver Peebles Jenkins och Barton Warren Evermann, 1889.  Colpichthys regis ingår i släktet Colpichthys och familjen Atherinopsidae. IUCN kategoriserar arten globalt som nära hotad. Inga underarter finns listade i Catalogue of Life.